# 능동소자
능동소자(active element, active component) 작은 신호(전력, 전압, 전류 중 하나)를 넣어 큰 출력 신호로 변화시킬 수 있는 전자 부품 소자이다. 입력과 출력의 비율로 이득을 얻는다.

## 개요
입력과 출력을 갖추고 있으며，전기를 가한 것만으로 입력과 출력에 일정한 관계를 갖는 소자이다. 에너지의 발생이 있는 것을 능동 소자라고 하지만, 에너지 보존 법칙이 성립하여 정상상태에서는 에너지 지수가 0으로 되기 때문에 실제로 에너지가 발생하는 것은 아니며 전원으로부터의 에너지를 써서 신호의 에너지를 발생시키는 등, 에너지 변환을 하는 것이 능동소자이다. 그렇기 때문에 능동소자는 신호단자 외 전력의 공급이 필요하다. 대표적인 부품으로는 연산 증폭기, 다이오드(모든 다이오드가 아니라, 터널 다이오드나 발광 다이오드 같이 부성저항 특성을 띄는 다이오드만), 트랜지스터, 진공관 등이 있다.

## 종류
- 진공관
- 연산 증폭기(OP Amp) : 두 개의 입력단자와 한 개의 출력단자를 갖는다. 연산 증폭기는 두 입력단자 전압간의 차이를 증폭하는 증폭기이기에 입력단은 차동 증폭기로 되어있다. 연산 증폭기를 사용하여 사칙연산이 가능한 회로 구성이 가능하므로 연산 증폭기라 부르며, 미분기 및 적분기 구현도 가능하다. 이상적인 연산증폭기는 {\displaystyle R_{i}=\infty ,R_{o}=0}인 것이다.
- 다이오드(Diode) : 한쪽 방향으로 전류를 흘리거나 역방향 전류 차단하는 스위치 기능을 한다. 입력신호가 기준보다 높으면 전류를 통과시키고, 입력신호가 기준보다 낮으면 전류를 차단시킨다.
- 트랜지스터(TR) : 증폭 작용 및 스위칭 역할을 하는 반도체 소자이다. 전자의 이동도를 정공의 이동도보다 크게 한 NPN 형을 많이 이용한다.

## 같이 보기
- 수동소자
- 반도체 소자
- 전자 부품